# Peter Gabriel (album de 1980)
Pour la liste des trois autres albums homonymes de Peter Gabriel, voir Peter Gabriel (homonymie)
Albums de Peter Gabriel
Peter Gabriel
(1978) Peter Gabriel
(1982)
Singles
1. Games Without Frontiers
Sortie : 9 février 1980
2. No Self Control
Sortie : 10 mai 1980
3. Biko
Sortie : juillet 1980
4. I Don't Remember
Sortie : septembre 1980

Peter Gabriel est le troisième album solo de Peter Gabriel, enregistré en 1979 et sorti en 1980. Les quatre premiers enregistrements studio de Gabriel étant sans titre, cet album est communément désigné soit par le numéro 3, soit par le terme Melt (« fonte / fondu ») en référence à la couverture, une photo de l'artiste retouchée de manière à donner l'impression que son visage est en train de fondre.

## Historique
Après deux albums (Peter Gabriel avec le tube Solsbury Hill et Peter Gabriel 2), Peter Gabriel publie un album plus sombre que les précédents avec des sonorités nouvelles et un style précurseur de ce que l'on appellera la world music. Gabriel se fait ici le « chantre » de la chanson engagée avec des titres célèbres comme Games Without Frontiers, critique acérée du nationalisme, ou surtout le fameux Biko, dernier titre de l'album, hommage au militant Steve Biko, chef de file de la lutte contre l'apartheid en Afrique du Sud, torturé et assassiné en 1977.
Phil Collins, ex-partenaire de Peter Gabriel dans le groupe Genesis, et Kate Bush participent à cet album : Collins à la batterie et aux percussions sur plusieurs chansons (Intruder et Biko en particulier) et Kate Bush aux chœurs sur les titres No Self Control et Games Without Frontiers. À noter également la présence de Robert Fripp (King Crimson), Paul Weller (The Jam, Style Council), Dave Gregory (XTC) et John Giblin, autour des habituels Jerry Marotta, Tony Levin et Larry Fast, auxquels s'ajoute le guitariste et choriste David Rhodes — contrairement aux habitudes, Tony Levin ne joue que sur un seul morceau de l'album, en l'occurrence au Chapman stick sur I Don't Remember, pour le reste c'est John Giblin qui est à la basse. Ce dernier a aussi joué avec Phil Collins, Brand X, Jon Anderson ainsi que sur la bande sonore du film Birdy de Peter Gabriel.
L'album est produit par Steve Lillywhite (producteur de U2 à l'époque) et enregistré par Hugh Padgham. Une des grandes particularités du disque est l'absence de cymbales et l'utilisation de l'effet gated drum (ou gated reverb), technique de traitement audio développée à partir de 1979 aux Studios Townhouse par Padgham et Lillywhite pour des artistes tels que XTC, Peter Gabriel et Phil Collins, et qui deviendra par la suite une caractéristique du son de batterie de Phil Collins.

### Réception critique et commerciale
Lors de sa sortie en 1980, le troisième album de Peter Gabriel obtient le succès commercial en atteignant la première place des ventes d'albums en Angleterre et en France, et se classant 22e au Billboard 200 aux États-Unis. Classé à la première place des ventes d'albums en France, Peter Gabriel est certifié disque d'or en 1981 (pour 100 000 exemplaires vendus).

## Liste des chansons
Tous les titres sont signés par Peter Gabriel.
Face 1
| No | Titre                | Durée |
| -- | -------------------- | ----- |
| 1. | Intruder             | 4:54  |
| 2. | No Self Control      | 3:55  |
| 3. | Start                | 1:21  |
| 4. | I Don't Remember     | 4:41  |
| 5. | Family Snapshot (en) | 4:28  |
| 6. | And Through the Wire | 5:00  |

Face 2
| No  | Titre                   | Durée |
| --- | ----------------------- | ----- |
| 7.  | Games Without Frontiers | 4:06  |
| 8.  | Not One Of Us           | 5:22  |
| 9.  | Lead A Normal Life      | 4:14  |
| 10. | Biko                    | 7:32  |

## Musiciens
- Peter Gabriel : chant, piano, synthétiseur sur Start, I Don't Remember, Games Without Frontiers, Not One of Us, séquences de batterie sur Biko, percussions, chœurs sur Intruder, Family Snapshot, Not One of Us, sifflements sur Games Without Frontiers
- Kate Bush : chœurs sur No Self Control et Games Without Frontiers
- Robert Fripp : guitare électrique sur No Self-Control, I Don't Remember et Not One of Us
- David Rhodes : guitare sauf sur Start, chœurs sur Intruder I Don't Remember, Not One of Us
- Dave Gregory : guitare électrique sur I Don't Remember et Family Snapshot
- Paul Weller : guitare électrique sur And Through the Wire
- John Giblin : basse sur No Self Control, Family Snapshot, And Through the Wire, Games Without Frontiers, Not One of Us
- Tony Levin : Chapman stick sur I Don't Remember
- Larry Fast : synthétiseur sur No Self Control, Start, Games Without Frontiers, Biko, processing sur No Self Control, I Don't Remember, Not One of Us, cornemuse sur Biko
- Jerry Marotta : batterie sur I Don't Remember, Family Snapshot, Games Without Frontiers, Not One of Us, Lead a Normal Life, Biko, percussions sur Games Without Frontiers et Not One of Us
- Phil Collins : batterie sur Intruder, No Self Control et And Through the Wire, séquences de batterie sur Intruder,  caisse claire sur Family Snapshot, surdo sur Biko
- Morris Pert : percussions sur Intruder, No Self Control et Lead a Normal Life
- Dick Morrissey : saxophone sur Start, Family Snapshot, Lead a Normal Life
- Steve Lillywhite, Hugh Padgham : sifflements sur Games Without Frontiers
- Dave Ferguson : screeches sur Biko

## Ein deutsches Album
Albums de Peter Gabriel
Deutsches album
(1982)
Ein deutsches Album est la version traduite en allemand de cet album, sortie uniquement en Allemagne. Peter Gabriel fera de même une dernière fois avec son prochain album.

### Chansons
1. Eindringling – 5:00
2. Keine Selbstkontrolle – 4:00
3. Frag mich nicht immer – 6:04
4. Schnappschuß (ein Familienfoto) – 4:26
5. Und durch den Draht – 4:28
6. Spiel ohne Grenzen – 4:07
7. Du bist nicht wie wir – 5:32
8. Ein normales Leben – 5:32
9. Biko – 8:55

## Charts et certifications
| Pays        | Durée du classement | Meilleur classement |
| ----------- | ------------------- | ------------------- |
| Allemagne   | 1 semaine           | 83e                 |
| Canada      | 20 semaines         | 7e                  |
| États-Unis  | 29 semaines         | 22e                 |
| France      | 62 semaines         | 1er                 |
| Royaume-Uni | 18 semaines         | 1er                 |

| Pays        | Certification | Ventes    | Date       |
| ----------- | ------------- | --------- | ---------- |
| Canada      | 2 × Platine   | 200 000 + | 07/05/1999 |
| États-Unis  | Or            | 500 000 + | 03/08/1992 |
| France      | Or            | 100 000 + | 1981       |
| Royaume-Uni | Or            | 100 000 + | 23/06/1980 |

## Charts singles
Quatre titres de l'album furent publiés en singles :
- Games Without Frontiers
- I Don't Remember
- No Self Control
- Biko

| Date | Single                  | Chart              | durée du classement | Position |
| ---- | ----------------------- | ------------------ | ------------------- | -------- |
| 1980 | Games Without Frontiers | Single Top 100     | 11 semaines         | 36e      |
| 1980 | Games Without Frontiers | RPM Top Singles    | 16 semaines         | 7e       |
| 1980 | Games Without Frontiers | Hot 100            | 11 semaines         | 48e      |
| 1980 | Games Without Frontiers | Top 100            | 8 semaines          | 47e      |
| 1980 | Games Without Frontiers | UK Singles Chart   | 11 semaines         | 4e       |
| 1980 | Games Without Frontiers | Sverigetopplistan  | 2 semaines          | 17e      |
| 1980 | No Self Control         | UK Singles Chart   | 6 semaines          | 33e      |
| 1980 | Biko                    | UK Singles Chart   | 3 semaines          | 38e      |
| 1988 | Biko                    | RMNZ Singles Top40 | 3 semaines          | 41e      |